# 언포기버블
"언포기버블"(영어: The Unforgivable)은 2021년 개봉한 드라마 영화이다. 노라 핑샤이트가 감독을 맡았으며, 동명의 영국 드라마가 영화의 원작이다.